# Estación Itagüí (Metro de Medellín)
La Estación Itagüí es una estación del Metro de Medellín que presta servicio a la línea A y recibe su nombre a que se encuentra en el municipio de Itagüí, que hace parte del Área Metropolitana del Valle de Aburrá.
Esta estación es la decimonovena estación de la Línea A, inaugurada en 1996, ubicada en el municipio de Itagüí, y contigua al río Medellín y adyacente a la Calle 50 de Itagüí. Para el año 2012 se construyó la terminación de la extensión de la línea A hacia el sur, desde entonces dejará de ser la estación terminal de la línea A.
En su salida por el costado oriental se encuentra un puente peatonal que comunica directamente con el Centro Comercial Mayorca Mega Plaza, mientras que a su costado occidental está ubicado un paradero de autobuses cuyas rutas se dirigen hacia San Antonio de Prado y un acopio de taxis.

## Diagrama de la estación
|       |                                                                        |     |
| Norte | ← hacia Envigado (Estación Niquía)                                     | Sur |
|       | Plataforma central, las puertas se abren a la derecha y a la izquierda |     |
| Norte | → hacia Sabaneta (Estación La Estrella )                               | Sur |
|       |                                                                        |     |

## Horario
| Horarios de estación                  | Lunes a viernes | Sábado | Domingo y festivos |
| ------------------------------------- | --------------- | ------ | ------------------ |
| Primer tren con dirección Niquía      | 04:33           | 04:33  | 05:04              |
| Primer tren con dirección La Estrella | 04:44           | 04:44  | 05:15              |
| Último tren con dirección Niquía      | 22:47           | 22:47  | 22:04              |
| Último tren con dirección La Estrella | 23:16           | 23:16  | 22:35              |

## Rutas integradas
| RUTA       | NOMBRE                                     | DESTINO |
| ---------- | ------------------------------------------ | ------- |
| 317        | Barichara - Limonar (San Antonio de Prado) |         |
| 5420       | San Francisco                              |         |
| 5422       | San Francisco                              |         |
| 5423       | Cedros de Badajoz - Yarumito               |         |
| 6420       | Señorial - Trianón                         |         |
| 7423       | Lomitas                                    |         |
| C-SAB-1    | La Doctora                                 |         |
| Estrella 7 | Estrella ruta 7- Ferrería - Metro Itagüí   |         |

## Zona de interés
- Vía de la Moda
- Centro Comercial Mayorca Mega Plaza